# Дашкевич Ярослав Романович
Яросла́в Рома́нович Дашке́вич (13 грудня 1926, Львів — 25 лютого 2010, Львів) — український історик, сходознавець, бібліограф, археограф. Доктор історичних наук (1994), професор (1996). З 1998 року — президент Історичного товариства Нестора-літописця, дійсний член Української вільної Академії наук, Російського географічного товариства, Українського історичного товариства, Українського геральдичного товариства, Наукового товариства імені Шевченка. Автор понад 1700 наукових та публіцистичних праць. Представник школи Михайла Грушевського. Постраждав від сталінського терору.

## Біографія

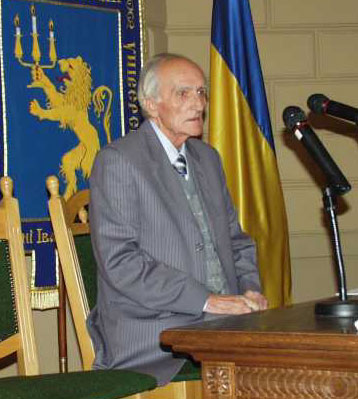
Ярослав Дашкевич на врочистостях із нагоди свого 80-річчя

### Хронологія
- 1944 р. Закінчив Українську академічну гімназію у Львові та склав іспити на атестат зрілості (екстерном) у 4-й СШ Львова.
- 1944 р. Навчався у Львівському медичному інституті (Medizinische Fachkurse).
- 1944—1949 рр. Навчався у Львівському державному університеті ім. І. Франка (філологічний факультет, спеціальність українська мова і література), спершу заочне, потім стаціонарне відділення.
- 1.08.1944–10.12.1949 рр. Старший бібліотекар рукописного відділу; старший бібліотекар та бібліограф Кабінету І. Франка, в. о. завідувача бібліографічного відділу Львівської бібліотеки Академії наук УРСР.
- 1946 р. Вихід у світ першої друкованої праці.
- 1949 р. Навчався у Нафтовому інституті ім. І. Губкіна в Москві (економічний факультет), заочне відділення.
- 1949 р., 10 грудня. Заарештований органами МДБ.
- 2.09.1950 р. Згідно з заочним рішенням Особливої наради при МДБ у Москві відправлений — за статтею 54, пункт 10, частина І та статтями 20/54, пункт 1а; 54, пункт 11 — на десять років до виправно-трудових таборів.
- 1949—1956 рр. Відбував ув'язнення у в'язниці МДБ у Львові, у в'язниці МВС у Золочеві, в пересильних в'язницях у Львові, Києві, Харкові, Петропавловську, пересильному таборі в Карабасі; у виправно-трудових таборах — у спеціальному Піщаному таборі (Пєсчанлаг) в Спаську. у Караганді, знов у Спаську, у Карагандинському таборі (Карлаг) у Спаську.
- 1956 р., 2 червня. Звільнений з ув'язнення Комісією Верховної Ради СРСР зі зняттям судимості та втрати прав.
- 1956—1957 рр. Повернення до Львова. Безробітний.
- 16.08.1957–22.04.1966 рр. Бібліограф відділу історії України Інституту суспільних наук АН УРСР. Звільнений з роботи у зв'язку із скороченням посади.
- 1963 р., 15 березня. Захист кандидатської дисертації «Вірменські колонії на Україні в джерелах та літературі XV—XIX ст.» (за монографією) в Інституті історії Академії наук Вірменської РСР у Єревані.
- 15.06.1963 р. Присвоєно звання кандидата історичних наук.
- 1966—1967 рр. Безробітний.
- 23.11.1967–22.09.1972 рр. Науковий співробітник; старший науковий співробітник; в. о. завідувача відділу етнографії Музею етнографії та художніх промислів Академії наук УРСР. Звільнений з праці в зв'язку з відсутністю наукових кваліфікацій. КЗпП УРСР, ст. 40.
- 23.09.1972–03.01.1973 рр. Безробітний.
- 04.01.1973–01.06.1973 р. Молодший науковий співробітник; начальник відділу допоміжних історичних дисциплін Центрального державного історичного архіву УРСР у Львові.
- 02.06.1973–15.10.1974 рр. Безробітний.
- 16.10.1974–01.04.1980 рр. Молодший науковий співробітник; старший охоронець фондів; старший науковий співробітник; старший палеограф Центрального державного історичного архіву УРСР у Львові. Звільнений з праці в зв'язку з порушенням трудової дисципліни.
- 02.04.1980–31.10.1990 рр. Безробітний.
- 01.11.1990–30.08.1992 р. Провідний науковий співробітник Інституту суспільних наук Академії наук України (тепер — Інституту українознавства ім. І. Крип'якевича НАН України); керівник Львівського відділення Археографічної комісії Академії наук УРСР
- 01.09.1992 р. Керівник Львівського відділення Інституту української археографії Академії наук України (з 1 лютого 1995 р. — Львівського відділення Інституту української археографії та джерелознавства ім. М. С. Грушевського НАН України).
- 27.08.1992 р. Заступник директора Інституту української археографії та джерелознавства ім. М. С. Грушевського НАН України.
- 03.08.1992 р. Провідний науковий співробітник Інституту сходознавства ім. А. Кримського НАН України.
- 01.09.1993 р. Старший науковий співробітник Інституту східноєвропейських досліджень НАН України (тепер — Інститут Європейських досліджень).
- 30.05.1994 р. Присвоєно науковий ступінь доктора історичних наук на підставі докторської дисертації «Стан і напрями джерелознавчих та історичних досліджень історії України (друга половина XIX—XX ст.)», яку захистив у формі доповіді.
- 28.05.1995 р. Реабілітований на підставі ст. І Закону Української РСР від 17 квітня 1991 р. «Про реабілітацію жертв політичних репресій на Україні».
- 06.09.1995–30.06.2000 р. Викладач кафедри давньої історії України та спеціальних історичних дисциплін історичного факультету Львівського державного університету ім. І. Франка.
- 9.10.1996 р. Присвоєно вчене звання професора кафедри давньої історії України та спеціальних історичних дисциплін Львівського державного університету ім. І. Франка.
- 1996—1997 рр. Керівник експертної комісії з історичних наук ВАК України.
- 08.06.1998 р. Завідувач кафедри сходознавства філологічного факультету Львівського національного університету ім. І. Франка.
- 05.04.2003 р. Присвоєно вчене звання професора кафедри українознавства Українського Державного Університету м. Москви (Росія).
- 25.02.2010 р. — помер[1].

Похований на 82 полі Личаківського цвинтаря , неподалік від своєї матері Олени Степанів.
Основні теми наукових зацікавлень історія вірменської колонії в Україні, археографія, історіографія та джерелознавство історії України, спеціальні історичні дисципліни (геральдика, сфрагістика, символіка, генеалогія та ін.).
Володів українською, англійською, вірменською, німецькою, польською, французькою мовами.

## Сім'я

Ярослав Дашкевич біля портрету матері

Батько Дашкевич Роман Іванович (1892–1975) — адвокат, суспільно-політичний діяч, керівник спортивного товариства «Луг», підполковник Українських Січових стрільців, пізніше: генерал-хорунжий армії УНР). Автор праць з історії українського війська, січово-сокільського руху, спогадів.
Мати Олена-Марія Степанів (1892–1963) — вчена, педагогиня, суспільно-громадська діячка, в минулому хорунжа Українських січових стрільців (1914—1917) та чотар Української галицької армії (1918—1919); пізніше старша наукова співробітниця установ Академії наук УРСР у Львові та Києві, доцент Львівського державного університету ім. І. Франка. У грудні 1949 заарештована, ув'язнена в Мордовських таборах, звідки повернулась 1956. Авторка понад 75 праць з географії та економічної географії, спогадів.
Дружина Людмила Шереметьєва-Дашкевич — журналістка, відома дисидентка, соратниця В'ячеслава Чорновола.

## Участь у діяльності наукових та громадських організацій

Меморіальна таблиця на будинку НТШ по вулиці Винниченка, 24 у Львові

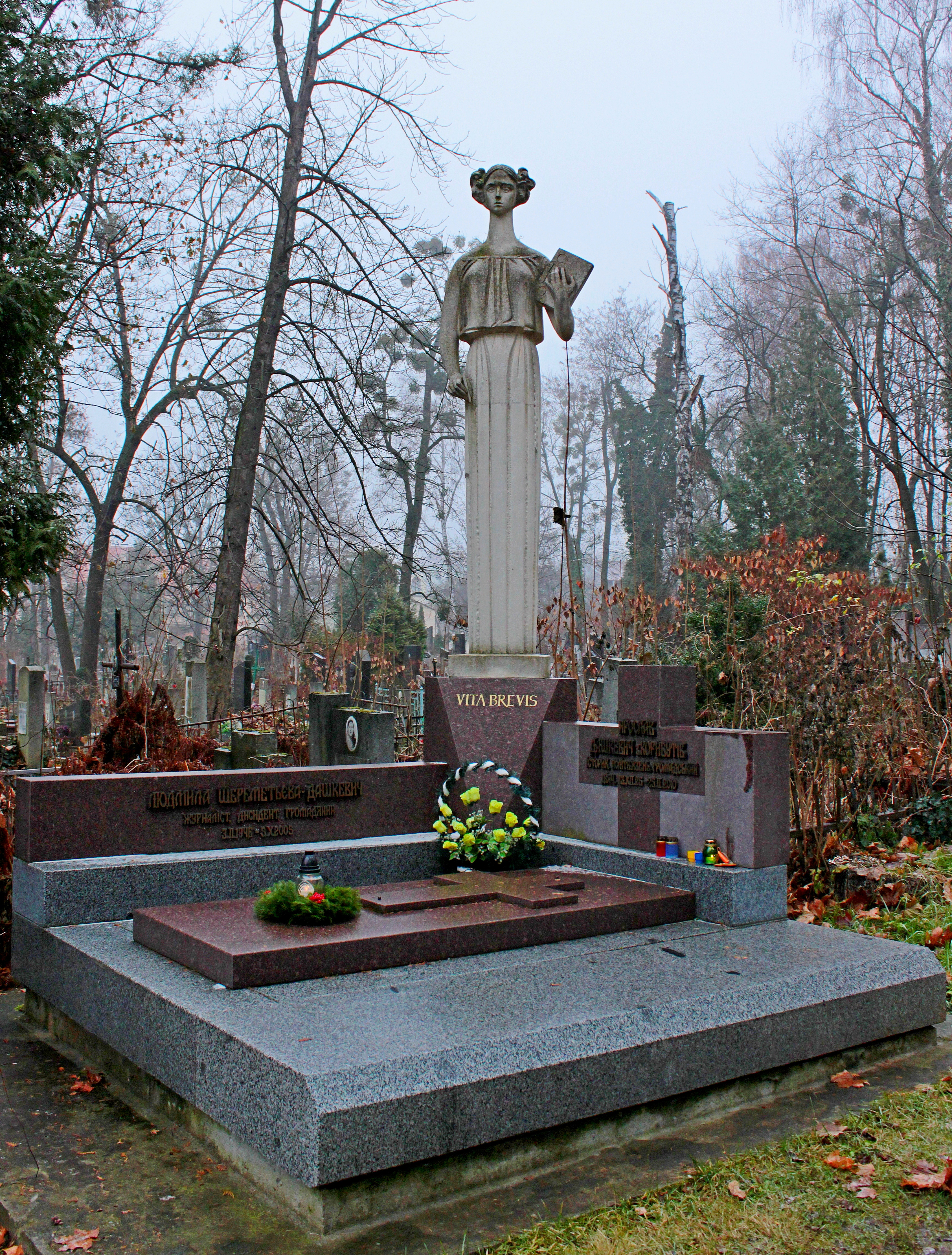
Надгробок Ярослава Дашкевича на 82 полі Личаківського цвинтаря у Львові

- 1974 р. член Міжнародної асоціації істориків паперу (ФРН, Швейцарія);
- 1986 р. дійсний член Географічного товариства СРСР (Московське відділення);
- 1986 р. член Російського палестинського товариства (Ленінградське відділення);
- 1989 р. член Радянської соціологічної асоціації в Москві;
- 1990 р. дійсний член Наукового товариства ім. Т. Шевченка у Львові (з 1990 р. керівник Сходознавчої комісії, з 1991 р. член президії, голова історико-філософської секції);
- 1991 р.  член Українського геральдичного товариства;
- 1991 р.  член Українського історичного товариства (США);
- 1994 р. дійсний член Української вільної академії наук (США);
- 1997 р. голова Історичного товариства Нестора-літописця.
- 1990 р.  член Всесоюзного добровільного історико-просвітнього товариства «Меморіал» (СРСР).
- 1999 р. голова опікунської ради «Інституту громадського лідерства» (Львів).
- 2005 р. один із засновників Наукового центру іудаїки та єврейського мистецтва імені Фаїни Петрякової.

## Нагороди
- 1994 р. Нагороджений медаллю М. Грушевського Наукового товариства ім. Т. Шевченка.
- 1995 р. Лауреат Міжнародної премії ім. Антоновичів (США) — за археографічні праці.
- 1997 р. Вручено державну нагороду — орден «За заслуги» III ступеня.
- 1997 р. Надано почесне громадянство м. Львова — за «неоціненні заслуги перед містом, нашим краєм і всім українським народом».
- 1998 р. Вручено медаль «80 років НАН України».
- 1998 р. Нагороджений орденом Св. Саака і Св. Месропа (Вірменія) — за постійне сприяння у налагодженні дружніх стосунків між українським, вірменським, турецьким, кримськотатарським, єврейським та іншими народами.
- 2000 р. Надано почесне звання «Галицький лицар».
- 2001 р. Присвоєно почесне звання «Заслужений діяч науки і техніки України».
- 2006 р. Вручено премію НАН України імені А. Ю. Кримського.
- 13.12.2006 р. Нагороджений орденом князя Ярослава Мудрого V ступеня.[2]

## Цитати
| | Радянський Союз як тоталітарна держава був утворений за допомогою брутальної сили, яка на самому початку свого виникнення цілком не дбала про те, щоб своє терористичне існування і правовий нігілізм маскувати юридичними формулами. |
| — https://www.village.com.ua/village/knowledge/podcast/347523-ukrainian-history-street-2023-s02e15 | |

## Праці
- Дашкевич Я. Р. Словник польських скорочень. — К., 1959.
- Дашкевич Я. Р. Армянские колонии на Украине в источниках и литературе XV—XIX веков: (Историографический очерк). — Ереван, 1962.
- Дашкевич Я. Р. Армянское книгопечатание на Украине в XVII в. // Историко филологический журнал. — 1963. — № 4. — С. 115—130.
- Дашкевич Я. Вірмено-половецькі джерела з історії України // Науково-інформ. бюлетень Архівного управління УРСР. — 1965. — № 2. — С. 66–74.
- Дашкевич Я. Р. Адміністративні, судові й фінансові книги на Україні в XIII—XVIII ст. // Історичні джерела та їх використання. — К., 1969. — Вип. 4. — С. 129—171.
- Дашкевич Я., Трыярский Э. Договор Н.Торосовича с львовскими и каменецкими армянами 1627 г. как памятник армяно-кыпчакского языка // Rocznik Orientalistyczny. — 1969. — T. 33, z. 1. — S. 77–96.
- Дашкевич Я., Трыярский Э. Армяно-кыпчакские предбрачные договоры из Львова (1598—1638 гг.) // Rocznik Orientalistyczny. — 1970. — T. 33, z. 2. — S. 67–107.
- Дашкевич Я., Трыярский Э. Армяно-кыпчакский документ из Константинополя 1618 г. // Folia Orientalia. — 1970. — T. 11. — S. 123—137.
- Дашкевич Я. Розселення вірменів на Україні у XI XVIII ст. // Український історично-географічний збірник. — Київ, 1971. — Вип. І. — С. 90–155.
- Дашкевич Я., Трыярский Э. Армяно-кыпчакская надпись из Львова (1609) и вопросы изучения средневековых памятников армяно-кыпчакской эпиграфики // Rocznik Orientalistyczny. — 1973. — T. 35, z. 2. — S. 123—135.
- Дашкевич Я., Трыярский Э. Армяно-кыпчакское завещание из Львова 1617 г. и современный ему польский перевод // Rocznik Orientalis tyczny.- 1974а. — T. 36, z. 2. — S. 119—131.
- Дашкевич Я., Трыярский Э. Армяно-кыпчакские долговые обязательства из Эдирне (1609 г.) и Львова (1615 г.) // Rocznik Orientalistyczny. — 1974. — T. 37, z. 1. — S. 47–58.
- Дашкевич Я., Трыярский Э. Древнейший армяно-кыпчакский документ из львовских коллекций (1583 г.) и изучение билингв предбрачных договоров львовских армян // Rocznik Orientalistyczny. — 1975. — T. 37, z. 2. — S. 33–47.
- Дашкевич Я. Устав армянской общины в Каменце Подольском 1616 г. // Rocznik Orientalistyczny. — 1976. — T. 38. — С. 101—109.
- Дашкевич Я. Р. Львовские армяно-кыпчакские документы XVI XVII вв. как исторический источник // Историко-филологический журнал АН АрмССР. — 1977. — № 2. — С. 163—164.
- Дашкевич Я., Трыярский Э. Пять армяно-кыпчакских документов из львовских коллекций (1599 1669 г.) // Rocznik Orientalistyczny. — 1978. — T. 39, z. 1. — S. 85–132.
- Дашкевич Я., Трыярский Э. Армяно-кыпчакские денежные документы из Львова (конец XVI в. — 1657 г.) // Rocznik Orientalistyczny. — 1978. — T. 40, z. 1. — S. 49–69.
- Дашкевич Я. Р. Армяно-кыпчакский язык: Библиография литературы 1802 1978 // Rocznik Orientalistyczny. — 1979. — T. 40, z. 2. — С. 79–86.
- Дашкевич Я., Трыярский Э. Три армяно-кыпчакских записи львовского армянского духовного суда 1625 г. // Rocznik Orientalistyczny. — 1979. — T. 41, z. 1. — S. 57–80.
- Дашкевич Я. Р. Армяно-кыпчакский язык в освещении современников: Об использовании экстралингвистических данных для истории тюркских языков // Вопросы языкознания. — 1981. — № 5. — С. 79–92.
- Дашкевич Я. Р. Територія України на картах XIII—XVIII ст. // Історичні дослідження: Вітчизняна історія. — К., 1981. — Вип. 7. — С. 90–91.
- Дашкевич Я., Трыярский Э. Каменные бабы причерноморских степей. Коллекция из Аскании-Нова. — Wrocław; Warszawa; Kraków; Gdańsk; Łódź, 1982 (у співавт. з Е. Триярським).
- Дашкевич Я. Р. Армяно-кыпчакский язык: Этапы истории // Вопросы языкознания. — 1983. — № 1. — С. 91–107.
- Дашкевич Я. Р. Середньовічні карти України в дослідженнях кінця XVIII — початку XX ст. // Історичні дослідження: Вітчизняна історія. — К., 1985. — Вип. 11. — С. 85–90.
- Дашкевич Я. Символи, символи … . — Львів, 1990.
- Дашкевич Я. Р. Спорные вопросы дипломатической практики Древней Руси // История СССР. — М., 1991. — N 4. — С. 100—111.
- Дашкевич Я. Зображення Кам'янця-Подільського 70-х років XVII—XVIII ст. як історико-топографічне джерело // Проблеми істор. географії України. — К., 1991.
- Дашкевич Я. «Книгарь» — журнал епохи революцій і контрреволюцій // Україна. Наука і культура. — К., 1991. — Вип. 25.
- Вірменські метричні книги в Україні XVII—XVIII ст. [Архівовано 27 червня 2009 у Wayback Machine.]
- Я. Р. Дашкевич. Українська бопланіана [Архівовано 16 квітня 2009 у Wayback Machine.]
- Дашкевич Я. Р. Національна самосвідомість українців на зламі XVI—XVII ст. [Архівовано 8 грудня 2017 у Wayback Machine.] // Сучасність (журнал). — К., 1992. — № 03 (371). — С. 65—74.
- Дашкевич Я. Р. Україна вчора і нині: Нариси, виступи, есе. — К., 1993.
- Дашкевич Я. Типологія актів з історії щоденного життя Львова (вірменська колонія кінця XVI поч. XVII ст.) // Український археографічний щорічник. — 1999. — Вип. 3–4. — С. 169—199.
- Дашкевич Я. Вірменія і Україна: Зб. наук. статей та рецензій, 1954—1989 рр. — Львів; Нью-Йорк, 2001.
- Дашкевич Я. Р. Закарпаття в українській етнографічній науці 60-х — 90-х рр. XIX ст. // Народознавчі зошити. — Львів, 2003, 2004.
- Дашкевич Я. Україна на стародавніх картах. Кінець XV — перша половина XVII ст.: [Альбом]. — К., 2004. — Співавт.: М. Вавричин, У. Кришталович; (2-е вид. — К., 2006).
- Дашкевич Я. Постаті: Нариси про діячів історії, політики, культури. — Л., 2006; (2-е доповн. вид. — Л., 2007).
- Дашкевич Я. «…Учи неложними устами сказати правду»: Історична есеїстика (1989—2008). — К., 2011.
- Дашкевич Я. Майстерня історика. — Львів, 2012.
- Дашкевич Я. Вірмени в Україні: Зб. наук. статей та рецензій, 1954—2009 рр. — Львів, 2012.